# Motorrad-Europameisterschaft
Die Motorrad-Europameisterschaft ist die europäische Meisterschaft für Straßenmotorräder.
Sie wurde von 1924 bis 1939 sowie 1947 und 1948 ausgetragen. Im Jahr 1981 wurde sie wiederbelebt und findet seitdem ununterbrochen statt. Es werden Europameisterschaftstitel in mehreren Klassen vergeben, die durch Hubraum, Zylinderzahl, Arbeitsweise und Gewicht definiert werden.
Heute gilt die EM, neben einigen starken nationalen Meisterschaften, als eines der Sprungbretter zur Weltmeisterschaft für Nachwuchsfahrer.

## Modus
Zwischen 1924 und 1937 sowie 1947 und 1948 wurde die Europameisterschaft jeweils als ein Rennen, dem Grand Prix von Europa, ausgefahren. Die FICM bestimmte jeweils einen nationalen Grand Prix, der im jeweiligen Jahr EM-Lauf wurde.
In den Jahren 1938 und 1939 sowie seit der Wiederaufnahme im Jahr 1981, besteht die Motorrad-Europameisterschaft aus mehreren Läufen, bei denen Punkte vergeben werden. Der Fahrer mit den meisten Punkten am Saisonende gewinnt die Meisterschaft.

## Liste der Europameister

### Von 1924 bis 1937
| Auflage | Jahr | Rennen                                                                        | Strecke                       | Klasse              | Europameister                         |
| ------- | ---- | ----------------------------------------------------------------------------- | ----------------------------- | ------------------- | ------------------------------------- |
| 1.      | 1924 | III. Großer Preis der Nationen / I. Großer Preis von Europa der F.I.C.M.      | Monza                         | 250 cm³             | Maurice van Geert (Rush-Blackburne)   |
| 1.      | 1924 | III. Großer Preis der Nationen / I. Großer Preis von Europa der F.I.C.M.      | Monza                         | 350 cm³             | Jimmie Simpson (A.J.S.)               |
| 1.      | 1924 | III. Großer Preis der Nationen / I. Großer Preis von Europa der F.I.C.M.      | Monza                         | 500 cm³             | Guido Mentasti (Moto Guzzi)           |
|         |      |                                                                               |                               |                     |                                       |
| 2.      | 1925 | IV. Großer Preis der Nationen / II. Großer Preis von Europa der F.I.C.M.      | Monza                         | 175 cm³             | Mario Vaga (Maffeis-Blackburne)       |
| 2.      | 1925 | IV. Großer Preis der Nationen / II. Großer Preis von Europa der F.I.C.M.      | Monza                         | 250 cm³             | Jock Porter (New Gerrard)             |
| 2.      | 1925 | IV. Großer Preis der Nationen / II. Großer Preis von Europa der F.I.C.M.      | Monza                         | 350 cm³             | Tazio Nuvolari (Bianchi)              |
| 2.      | 1925 | IV. Großer Preis der Nationen / II. Großer Preis von Europa der F.I.C.M.      | Monza                         | 500 cm³             | Mario Revelli di Beaumont (GR-J.A.P.) |
|         |      |                                                                               |                               |                     |                                       |
| 3.      | 1926 | VI. Großer Preis von Belgien / III. Großer Preis von Europa der F.I.C.M.      | Spa-Francorchamps             | 175 cm³             | René Milhoux (Ready-Blackburne)       |
| 3.      | 1926 | VI. Großer Preis von Belgien / III. Großer Preis von Europa der F.I.C.M.      | Spa-Francorchamps             | 250 cm³             | Jock Porter (New Gerrard)             |
| 3.      | 1926 | VI. Großer Preis von Belgien / III. Großer Preis von Europa der F.I.C.M.      | Spa-Francorchamps             | 350 cm³             | Frank Longman (A.J.S.)                |
| 3.      | 1926 | VI. Großer Preis von Belgien / III. Großer Preis von Europa der F.I.C.M.      | Spa-Francorchamps             | 500 cm³             | Jimmie Simpson (A.J.S.)               |
|         |      |                                                                               |                               |                     |                                       |
| 4.      | 1927 | III. Großer Preis von Deutschland / IV. Großer Preis von Europa der F.I.C.M.  | Nürburgring                   | 175 cm³             | Willi Henkelmann (DKW)                |
| 4.      | 1927 | III. Großer Preis von Deutschland / IV. Großer Preis von Europa der F.I.C.M.  | Nürburgring                   | 250 cm³             | Cecil Ashby (OK-Supreme)              |
| 4.      | 1927 | III. Großer Preis von Deutschland / IV. Großer Preis von Europa der F.I.C.M.  | Nürburgring                   | 350 cm³             | Jimmie Simpson (A.J.S.)               |
| 4.      | 1927 | III. Großer Preis von Deutschland / IV. Großer Preis von Europa der F.I.C.M.  | Nürburgring                   | 500 cm³             | Graham Walker (Sunbeam)               |
| 4.      | 1927 | III. Großer Preis von Deutschland / IV. Großer Preis von Europa der F.I.C.M.  | Nürburgring                   | 750 cm³             | Josef Stelzer (BMW)                   |
| 4.      | 1927 | III. Großer Preis von Deutschland / IV. Großer Preis von Europa der F.I.C.M.  | Nürburgring                   | 1000 cm³            | Josef Giggenbach (Bayerland-J.A.P.)   |
|         |      |                                                                               |                               |                     |                                       |
| 5.      | 1928 | V. Großer Preis der Schweiz / V. Großer Preis von Europa der F.I.C.M.         | Genf                          | 125 cm³             | Paul Lehmann (Moser)                  |
| 5.      | 1928 | V. Großer Preis der Schweiz / V. Großer Preis von Europa der F.I.C.M.         | Genf                          | 175 cm³             | Alfredo Panella (Ladetto-Blatto)      |
| 5.      | 1928 | V. Großer Preis der Schweiz / V. Großer Preis von Europa der F.I.C.M.         | Genf                          | 250 cm³             | Cecil Ashby (OK-Supreme)              |
| 5.      | 1928 | V. Großer Preis der Schweiz / V. Großer Preis von Europa der F.I.C.M.         | Genf                          | 350 cm³             | Wal Handley (Motosacoche)             |
| 5.      | 1928 | V. Großer Preis der Schweiz / V. Großer Preis von Europa der F.I.C.M.         | Genf                          | 500 cm³             | Wal Handley (Motosacoche)             |
| 5.      | 1928 | V. Großer Preis der Schweiz / V. Großer Preis von Europa der F.I.C.M.         | Genf                          | Gespanne (350 cm³)  | Syd Crabtree / unbekannt (Excelsior)  |
| 5.      | 1928 | V. Großer Preis der Schweiz / V. Großer Preis von Europa der F.I.C.M.         | Genf                          | Gespanne (600 cm³)  | Edgar d’Eternod / unbekannt (Sunbeam) |
| 5.      | 1928 | V. Großer Preis der Schweiz / V. Großer Preis von Europa der F.I.C.M.         | Genf                          | Gespanne (1000 cm³) | kein Starter erreichte das Ziel       |
|         |      |                                                                               |                               |                     |                                       |
| 6.      | 1929 | VI. Großer Preis von Europa der F.I.C.M.                                      | L’Ametlla del Vallès, Spanien | 175 cm³             | Josef Klein (DKW)                     |
| 6.      | 1929 | VI. Großer Preis von Europa der F.I.C.M.                                      | L’Ametlla del Vallès, Spanien | 250 cm³             | Frank Longman (OK-Supreme)            |
| 6.      | 1929 | VI. Großer Preis von Europa der F.I.C.M.                                      | L’Ametlla del Vallès, Spanien | 350 cm³             | Leo Davenport (A.J.S.)                |
| 6.      | 1929 | VI. Großer Preis von Europa der F.I.C.M.                                      | L’Ametlla del Vallès, Spanien | 500 cm³             | Percy Hunt (Norton)                   |
| 6.      | 1929 | VI. Großer Preis von Europa der F.I.C.M.                                      | L’Ametlla del Vallès, Spanien | Gespanne (350 cm³)  | Freddie Hicks / unbekannt (Velocette) |
| 6.      | 1929 | VI. Großer Preis von Europa der F.I.C.M.                                      | L’Ametlla del Vallès, Spanien | Gespanne (600 cm³)  | Dennis Mansell / unbekannt (Norton)   |
|         |      |                                                                               |                               |                     |                                       |
| 7.      | 1930 | X. Großer Preis von Belgien / VII. Großer Preis von Europa der F.I.C.M.       | Spa-Francorchamps             | 175 cm³             | Yvan Goor (DKW)                       |
| 7.      | 1930 | X. Großer Preis von Belgien / VII. Großer Preis von Europa der F.I.C.M.       | Spa-Francorchamps             | 250 cm³             | Syd Crabtree (Excelsior)              |
| 7.      | 1930 | X. Großer Preis von Belgien / VII. Großer Preis von Europa der F.I.C.M.       | Spa-Francorchamps             | 350 cm³             | Ernie Nott (Rudge)                    |
| 7.      | 1930 | X. Großer Preis von Belgien / VII. Großer Preis von Europa der F.I.C.M.       | Spa-Francorchamps             | 500 cm³             | Henry Tyrell-Smith (Rudge)            |
|         |      |                                                                               |                               |                     |                                       |
| 8.      | 1931 | XII. Großer Preis der U.M.F. / VIII. Großer Preis von Europa der F.I.C.M.     | Montlhéry                     | 175 cm³             | Eric Fernihough (Excelsior)           |
| 8.      | 1931 | XII. Großer Preis der U.M.F. / VIII. Großer Preis von Europa der F.I.C.M.     | Montlhéry                     | 250 cm³             | Graham Walker (Rudge)                 |
| 8.      | 1931 | XII. Großer Preis der U.M.F. / VIII. Großer Preis von Europa der F.I.C.M.     | Montlhéry                     | 350 cm³             | Ernie Nott (Rudge)                    |
| 8.      | 1931 | XII. Großer Preis der U.M.F. / VIII. Großer Preis von Europa der F.I.C.M.     | Montlhéry                     | 500 cm³             | Percy Hunt (Norton)                   |
|         |      |                                                                               |                               |                     |                                       |
| 9.      | 1932 | XI. Großer Preis der Nationen / IX. Großer Preis von Europa der F.I.C.M.      | Rom                           | 175 cm³             | Carlo Baschieri (Benelli)             |
| 9.      | 1932 | XI. Großer Preis der Nationen / IX. Großer Preis von Europa der F.I.C.M.      | Rom                           | 250 cm³             | Riccardo Brusi (Moto Guzzi)           |
| 9.      | 1932 | XI. Großer Preis der Nationen / IX. Großer Preis von Europa der F.I.C.M.      | Rom                           | 350 cm³             | Louis Jeannin (Jonghi)                |
| 9.      | 1932 | XI. Großer Preis der Nationen / IX. Großer Preis von Europa der F.I.C.M.      | Rom                           | 500 cm³             | Piero Taruffi (Norton)                |
|         |      |                                                                               |                               |                     |                                       |
| 10.     | 1933 | IV. Großer Preis von Schweden / X. Großer Preis von Europa der F.I.C.M.       | Saxtorp                       | 250 cm³             | Charlie Dodson (New Imperial)         |
| 10.     | 1933 | IV. Großer Preis von Schweden / X. Großer Preis von Europa der F.I.C.M.       | Saxtorp                       | 350 cm³             | Jimmie Simpson (Norton)               |
| 10.     | 1933 | IV. Großer Preis von Schweden / X. Großer Preis von Europa der F.I.C.M.       | Saxtorp                       | 500 cm³             | Gunnar Kalén (Husqvarna)              |
|         |      |                                                                               |                               |                     |                                       |
| 11.     | 1934 | X. Dutch TT / XI. Großer Preis von Europa der F.I.C.M.                        | Assen                         | 175 cm³             | Yvan Goor (Benelli)                   |
| 11.     | 1934 | X. Dutch TT / XI. Großer Preis von Europa der F.I.C.M.                        | Assen                         | 250 cm³             | Walfried Winkler (DKW)                |
| 11.     | 1934 | X. Dutch TT / XI. Großer Preis von Europa der F.I.C.M.                        | Assen                         | 350 cm³             | Jimmie Simpson (Norton)               |
| 11.     | 1934 | X. Dutch TT / XI. Großer Preis von Europa der F.I.C.M.                        | Assen                         | 500 cm³             | Pol Demeuter (FN)                     |
|         |      |                                                                               |                               |                     |                                       |
| 12.     | 1935 | XIV. Ulster Grand Prix / XII. Großer Preis von Europa der F.I.C.M.            | Clady                         | 250 cm³             | Arthur Geiss (DKW)                    |
| 12.     | 1935 | XIV. Ulster Grand Prix / XII. Großer Preis von Europa der F.I.C.M.            | Clady                         | 350 cm³             | Wal Handley (Velocette)               |
| 12.     | 1935 | XIV. Ulster Grand Prix / XII. Großer Preis von Europa der F.I.C.M.            | Clady                         | 500 cm³             | Jimmie Guthrie (Norton)               |
|         |      |                                                                               |                               |                     |                                       |
| 13.     | 1936 | XI. Großer Preis von Deutschland / XIII. Großer Preis von Europa der F.I.C.M. | Badberg-Viereck               | 175 cm³             | kein Starter erreichte das Ziel       |
| 13.     | 1936 | XI. Großer Preis von Deutschland / XIII. Großer Preis von Europa der F.I.C.M. | Badberg-Viereck               | 250 cm³             | Henry Tyrell-Smith (Excelsior)        |
| 13.     | 1936 | XI. Großer Preis von Deutschland / XIII. Großer Preis von Europa der F.I.C.M. | Badberg-Viereck               | 350 cm³             | Freddie Frith (Norton)                |
| 13.     | 1936 | XI. Großer Preis von Deutschland / XIII. Großer Preis von Europa der F.I.C.M. | Badberg-Viereck               | 500 cm³             | Jimmie Guthrie (Norton)               |
|         |      |                                                                               |                               |                     |                                       |
| 14.     | 1937 | XIII. Großer Preis der Schweiz / XIV. Großer Preis von Europa der F.I.C.M.    | Bern-Bremgarten               | 250 cm³             | Omobono Tenni (Moto Guzzi)            |
| 14.     | 1937 | XIII. Großer Preis der Schweiz / XIV. Großer Preis von Europa der F.I.C.M.    | Bern-Bremgarten               | 350 cm³             | Jimmie Guthrie (Norton)               |
| 14.     | 1937 | XIII. Großer Preis der Schweiz / XIV. Großer Preis von Europa der F.I.C.M.    | Bern-Bremgarten               | 500 cm³             | Jimmie Guthrie (Norton)               |
| 14.     | 1937 | XIII. Großer Preis der Schweiz / XIV. Großer Preis von Europa der F.I.C.M.    | Bern-Bremgarten               | Gespanne (600 cm³)  | Karl Braun / Ernst Badsching (DKW)    |
| 14.     | 1937 | XIII. Großer Preis der Schweiz / XIV. Großer Preis von Europa der F.I.C.M.    | Bern-Bremgarten               | Gespanne (1000 cm³) | Hans Schumann / Julius Beer (DKW)     |

### Von 1938 bis 1939
| Auflage | Jahr | Klasse  | Europameister            |
| ------- | ---- | ------- | ------------------------ |
| 15.     | 1938 | 250 cm³ | Ewald Kluge (DKW)        |
| 15.     | 1938 | 350 cm³ | Ted Mellors (Velocette)  |
| 15.     | 1938 | 500 cm³ | Georg Meier (BMW)        |
|         |      |         |                          |
| 16.     | 1939 | 250 cm³ | Ewald Kluge (DKW)        |
| 16.     | 1939 | 350 cm³ | Heiner Fleischmann (DKW) |
| 16.     | 1939 | 500 cm³ | Dorino Serafini (Gilera) |

### Von 1947 bis 1948
| Auflage | Jahr | Rennen                                                                      | Strecke         | Klasse   | Europameister                              |
| ------- | ---- | --------------------------------------------------------------------------- | --------------- | -------- | ------------------------------------------ |
| 17.     | 1947 | XVII. Großer Preis der Schweiz / XVII. Großer Preis von Europa der F.I.C.M. | Bern-Bremgarten | 250 cm³  | Bruno Francisci (Moto Guzzi)               |
| 17.     | 1947 | XVII. Großer Preis der Schweiz / XVII. Großer Preis von Europa der F.I.C.M. | Bern-Bremgarten | 350 cm³  | Fergus Anderson (Velocette)                |
| 17.     | 1947 | XVII. Großer Preis der Schweiz / XVII. Großer Preis von Europa der F.I.C.M. | Bern-Bremgarten | 500 cm³  | Omobono Tenni (Moto Guzzi)                 |
| 17.     | 1947 | XVII. Großer Preis der Schweiz / XVII. Großer Preis von Europa der F.I.C.M. | Bern-Bremgarten | Gespanne | Luigi Cavanna / Paolo Cavanna (Moto Guzzi) |
|         |      |                                                                             |                 |          |                                            |
| 18.     | 1948 | XX. Ulster Grand Prix / XVIII. Großer Preis von Europa der F.I.C.M.         | Clady           | 250 cm³  | Maurice Cann (Moto Guzzi)                  |
| 18.     | 1948 | XX. Ulster Grand Prix / XVIII. Großer Preis von Europa der F.I.C.M.         | Clady           | 350 cm³  | Freddie Frith (Velocette)                  |
| 18.     | 1948 | XX. Ulster Grand Prix / XVIII. Großer Preis von Europa der F.I.C.M.         | Clady           | 500 cm³  | Enrico Lorenzetti (Moto Guzzi)             |

### 1961
| Jahr | Klasse | Europameister                   |
| ---- | ------ | ------------------------------- |
| 1961 | 50 cm³ | Hans Georg Anscheidt (Kreidler) |

### Von 1975 bis 1976
| Jahr | Klasse     | Europameister          |
| ---- | ---------- | ---------------------- |
| 1975 | Formel 750 | Jack Findlay (Yamaha)  |
| 1976 | Formel 750 | Víctor Palomo (Yamaha) |

### Seit 1981
| Jahr | Klasse                           | Europameister                                                                                              |
| ---- | -------------------------------- | --- |
| 1981 | 50 cm³                           | Giuseppe Ascareggi (Minarelli)                                                                             |
| 1981 | 125 cm³                          | Pierluigi Aldrovandi (MBA)                                                                                 |
| 1981 | 250 cm³                          | Herbert Hauf (Honda)                                                                                       |
| 1981 | 500 cm³                          | Leandro Becheroni (Suzuki)                                                                                 |
| 1981 | Gespanne                         | John Barker / John Brushwood (Yamaha)                                                                      |
|      |                                  | |
| 1982 | 50 cm³                           | Zdravko Matulja (Tomos)                                                                                    |
| 1982 | 125 cm³                          | Stefano Caracchi (MBA)                                                                                     |
| 1982 | 250 cm³                          | Reinhold Roth (FKN-Yamaha)                                                                                 |
| 1982 | 500 cm³                          | Fabio Biliotti (Suzuki)                                                                                    |
| 1982 | Gespanne                         | Mick Barton / Nick Cutmore (Yamaha)                                                                        |
|      |                                  | |
| 1983 | 80 cm³                           | Hubert Abold (Zündapp)                                                                                     |
| 1983 | 125 cm³                          | Willi Hupperich (MBA)                                                                                      |
| 1983 | 250 cm³                          | Carlos Cardús (Cobas-Rotax)                                                                                |
| 1983 | 500 cm³                          | Peter Sköld (Suzuki)                                                                                       |
| 1983 | Gespanne                         | Keith Cousins / Phil Hookham (Yamaha)                                                                      |
|      |                                  | |
| 1984 | 80 cm³                           | Richard Bay (Rupp)                                                                                         |
| 1984 | 125 cm³                          | Norbert Peschke (MBA)                                                                                      |
| 1984 | 250 cm³                          | Gary Noel (Exactweld)                                                                                      |
| 1984 | 500 cm³                          | Eero Hyvärinen (Suzuki)                                                                                    |
| 1984 | Gespanne                         | Hansruedi Christinat / Markus Fährni (LCR-Yamaha)                                                          |
|      |                                  | |
| 1985 | 80 cm³                           | Günter Schirnhofer (Rupp)                                                                                  |
| 1985 | 125 cm³                          | Pierfrancesco Chili (MBA)                                                                                  |
| 1985 | 250 cm³                          | Massimo Matteoni (Honda)                                                                                   |
| 1985 | 500 cm³                          | Marco Gentile (Yamaha)                                                                                     |
| 1985 | Gespanne                         | Frank Wrathall / Phil Spendlove bzw. Kerry Chapman (Seymaz-Yamaha)                                         |
|      |                                  | |
| 1986 | 80 cm³                           | Bruno Casanova (Unimoto)                                                                                   |
| 1986 | 125 cm³                          | Claudio Macciotta (MBA)                                                                                    |
| 1986 | 250 cm³                          | Hans Lindner (Rotax)                                                                                       |
| 1986 | 500 cm³                          | Massimo Messere (Honda)                                                                                    |
| 1986 | Gespanne                         | Bernd Scherer / Wolfgang Gess (BSR-Yamaha)                                                                 |
|      |                                  | |
| 1987 | 80 cm³                           | Julián Miralles (Derbi)                                                                                    |
| 1987 | 125 cm³                          | Adi Stadler (MBA)                                                                                          |
| 1987 | 250 cm³                          | Xavier Cardelús (JJ Cobas-Rotax)                                                                           |
| 1987 | 500 cm³                          | Manfred Fischer (Honda)                                                                                    |
| 1987 | Gespanne                         | Jean-Louis Millet / Claude Debroux (Seymaz-Yamaha)                                                         |
|      |                                  | |
| 1988 | 80 cm³                           | Bogdan Nikolow (Krauser)                                                                                   |
| 1988 | 125 cm³                          | Emilio Cuppini (Garelli)                                                                                   |
| 1988 | 250 cm³                          | Fausto Ricci (Yamaha / Aprilia)                                                                            |
| 1988 | 500 cm³                          | Alberto Rota (Honda)                                                                                       |
| 1988 | Gespanne                         | Tony Wyssen / Kilian Wyssen (LCR-Yamaha)                                                                   |
|      |                                  | |
| 1989 | 80 cm³                           | Jaime Mariano (Casal)                                                                                      |
| 1989 | 125 cm³                          | Gabriele Debbia (Aprilia)                                                                                  |
| 1989 | 250 cm³                          | Andrea Borgonovo (Aprilia)                                                                                 |
| 1989 | 500 cm³                          | Peter Lindén (Honda)                                                                                       |
| 1989 | Gespanne                         | Ralph Bohnhorst / Thomas Böttcher (LCR-Schuberth)                                                          |
|      |                                  | |
| 1990 | 125 cm³                          | Javier Debon (JJ Cobas-Rotax)                                                                              |
| 1990 | 250 cm³                          | Leon van der Heijden (Aprilia)                                                                             |
| 1990 | Supersport                       | Howard Selby (Yamaha)                                                                                      |
| 1990 | Superbike                        | Richard Arnaiz (Honda)                                                                                     |
| 1990 | Gespanne                         | Darren Dixon / Sean Dixon (Yamaha)                                                                         |
|      |                                  | |
| 1991 | 125 cm³                          | Oliver Koch (Honda)                                                                                        |
| 1991 | 250 cm³                          | Max Biaggi (Aprilia)                                                                                       |
| 1991 | Supersport                       | Luis d’Antin (Honda)                                                                                       |
| 1991 | Superbike                        | Davide Tardozzi (Ducati)                                                                                   |
| 1991 | Gespanne                         | Jukka Lauslehto / Sakari Palojärvi (LCR-Krauser)                                                           |
|      |                                  | |
| 1992 | 125 cm³                          | Juan Borja (Honda)                                                                                         |
| 1992 | 250 cm³                          | Luis Carlos Maurel (Aprilia)                                                                               |
| 1992 | Supersport                       | Stefan Scheschowitsch (Honda)                                                                              |
| 1992 | Superbike                        | Daniel Amatriaín (Ducati)                                                                                  |
| 1992 | Gespanne                         | Gary Knight / Malcolm Jackson (Windle-Krauser)                                                             |
|      |                                  | |
| 1993 | 125 cm³                          | Stefano Perugini (Aprilia)                                                                                 |
| 1993 | 250 cm³                          | Giuseppe Fiorillo (Aprilia)                                                                                |
| 1993 | Supersport                       | Michaël Paquay (Honda)                                                                                     |
| 1993 | Superbike                        | Terry Rymer (Yamaha)                                                                                       |
| 1993 | Gespanne                         | Kieron Kavanagh / Ian Stapleton bzw. Mike Finnegan (LCR-Krauser)                                           |
|      |                                  | |
| 1994 | 125 cm³                          | Ivan Cremonini (Honda)                                                                                     |
| 1994 | 250 cm³                          | Régis Laconi (Yamaha)                                                                                      |
| 1994 | Supersport                       | Yves Briguet (Honda)                                                                                       |
| 1994 | Superbike                        | Anders Rasmussen (Yamaha)                                                                                  |
| 1994 | Gespanne                         | André Vögeli / Hansueli Wickli (LCR-Yamaha)                                                                |
|      |                                  | |
| 1995 | 125 cm³                          | Lucio Cecchinello (Honda)                                                                                  |
| 1995 | 250 cm³                          | Luca Boscoscuro (Aprilia)                                                                                  |
| 1995 | Supersport                       | Michaël Paquay (Ducati)                                                                                    |
| 1995 | Superbike                        | Mario Innamorati (Ducati)                                                                                  |
| 1995 | Thunderbike Trophy               | Udo Mark (Kawasaki)                                                                                        |
| 1995 | Gespanne                         | Walter Galbiati / Guido Sala (LCR-Suzuki)                                                                  |
|      |                                  | |
| 1996 | 125 cm³                          | Jorge Martínez (Aprilia)                                                                                   |
| 1996 | 250 cm³                          | Sebastián Porto (Aprilia)                                                                                  |
| 1996 | Supersport                       | Fabrizio Pirovano (Ducati)                                                                                 |
| 1996 | Superbike                        | Idalio Gavira (Honda)                                                                                      |
| 1996 | Supermono                        | Takashi Minoda (Over-Yamaha)                                                                               |
| 1996 | Thunderbike Trophy               | William Costes (Honda)                                                                                     |
| 1996 | Gespanne                         | Walter Galbiati / Guido Sala (LCR-Suzuki)                                                                  |
|      |                                  | |
| 1997 | 125 cm³                          | Arnaud Vincent (Aprilia)                                                                                   |
| 1997 | 250 cm³                          | Davide Bulega (Aprilia)                                                                                    |
| 1997 | Supersport                       | Angelo Conti (Ducati)                                                                                      |
| 1997 | Superbike                        | Udo Mark (Suzuki)                                                                                          |
| 1997 | Supermono                        | Makoto Suzuki (Over-Yamaha)                                                                                |
| 1997 | Gespanne                         | Walter Galbiati / Guido Sala (LCR-Suzuki)                                                                  |
|      |                                  | |
| 1998 | 125 cm³                          | Max Sabbatani (Aprilia)                                                                                    |
| 1998 | 250 cm³                          | Alex Hofmann (Honda)                                                                                       |
| 1998 | Supersport                       | Jan Hansson (Honda)                                                                                        |
| 1998 | Supermono                        | Katja Poensgen (BMR-Suzuki)                                                                                |
| 1998 | Gespanne                         | Jörg Steinhausen / Frank Schmidt (LCR-Suzuki)                                                              |
|      |                                  | |
| 1999 | 125 cm³                          | Klaus Nöhles (Honda)                                                                                       |
| 1999 | 250 cm³                          | Ivan Clementi (Aprilia)                                                                                    |
| 1999 | Supersport                       | Sébastien le Grelle (Suzuki)                                                                               |
| 1999 | Superstock 1000                  | Karl Harris (Suzuki)                                                                                       |
| 1999 | Supermono                        | Per Olov Ogeborn (UNO-GDM-Rotax)                                                                           |
| 1999 | Gespanne                         | Wim Verweijmeren / Koen Kruip (LCR-Suzuki)                                                                 |
|      |                                  | |
| 2000 | 125 cm³                          | Diego Giugovaz (Aprilia)                                                                                   |
| 2000 | 250 cm³                          | Riccardo Chiarello (Aprilia)                                                                               |
| 2000 | Supersport                       | Augustín Escobar (Honda)                                                                                   |
| 2000 | Superstock 1000                  | James Ellison (Honda)                                                                                      |
| 2000 | Supermono                        | Spencer Cook (Slipstream-MZ)                                                                               |
| 2000 | Gespanne                         | Jock Skene / Mick Skene bzw. Neil Miller (LCR-Suzuki)                                                      |
|      |                                  | |
| 2001 | 125 cm³                          | Andrea Dovizioso (Aprilia)                                                                                 |
| 2001 | 250 cm³                          | David García (Honda)                                                                                       |
| 2001 | Supersport                       | Alessandro Corradi (Yamaha)                                                                                |
| 2001 | Superstock 1000                  | James Ellison (Suzuki)                                                                                     |
| 2001 | Supermono                        | Steve Marlow (Pami-GRC-BMW)                                                                                |
| 2001 | Gespanne                         | Uwe Göttlich / Mike Helbig (LCR-Suzuki)                                                                    |
|      |                                  | |
| 2002 | 125 cm³                          | Marco Simoncelli (Aprilia)                                                                                 |
| 2002 | 250 cm³                          | Álvaro Molina (Yamaha)                                                                                     |
| 2002 | Supersport                       | Kai-Børre Andersen (Yamaha)                                                                                |
| 2002 | Superstock 1000                  | Vittorio Iannuzzo (Suzuki)                                                                                 |
| 2002 | Supermono                        | Mark Lawes (Gallina-Suzuki)                                                                                |
| 2002 | Gespanne                         | Duncan Hendry / Steve Wilson (Windle-Suzuki)                                                               |
|      |                                  | |
| 2003 | 125 cm³                          | Mattia Angeloni (Honda)                                                                                    |
| 2003 | 250 cm³                          | Tarō Sekiguchi (Yamaha)                                                                                    |
| 2003 | Supersport                       | Matteo Baiocco (Yamaha)                                                                                    |
| 2003 | Superstock 1000                  | Michel Fabrizio (Suzuki)                                                                                   |
| 2003 | Supermono                        | Benny Jerzenbeck (Pami-GRC-BMW)                                                                            |
| 2003 | Gespanne                         | Tero Manninen / Pekka Kuismanen (LCR-Kawasaki)                                                             |
|      |                                  | |
| 2004 | 125 cm³                          | Michele Pirro (Aprilia)                                                                                    |
| 2004 | 250 cm³                          | Álvaro Molina (Aprilia)                                                                                    |
| 2004 | Supersport                       | Tatu Lauslehto (Honda)                                                                                     |
| 2004 | Superstock 1000                  | Lorenzo Alfonsi (Suzuki)                                                                                   |
| 2004 | Supermono                        | Benny Jerzenbeck (Pami-GRC-BMW)                                                                            |
| 2004 | Gespanne                         | Gary Knight / Dan Knight (LCR-Suzuki)                                                                      |
|      |                                  | |
| 2005 | 125 cm³                          | Michele Conti (Honda)                                                                                      |
| 2005 | 250 cm³                          | Álvaro Molina (Aprilia)                                                                                    |
| 2005 | Supersport                       | Gilles Boccolini (Kawasaki)                                                                                |
| 2005 | Superstock 600                   | Luka Nedog (Honda)                                                                                         |
| 2005 | Superstock 600                   | Claudio Corti (Yamaha)                                                                                     |
| 2005 | Supermono                        | Benny Jerzenbeck (Pami-GRC-BMW)                                                                            |
| 2005 | 600 cm³ (Damen)                  | Alessia Polita (Suzuki)                                                                                    |
| 2005 | 1000 cm³ (Damen)                 | Samuela De Nardi (Aprilia)                                                                                 |
| 2005 | Gespanne                         | Allan Schofield / Steve Thomas (LCR-Suzuki)                                                                |
| 2005 | Gespann-Europacup                | Allan Schofield / Steve Thomas (LCR-Suzuki)                                                                |
|      |                                  | |
| 2006 | 125 cm³                          | Philipp Eitzinger (Honda)                                                                                  |
| 2006 | 250 cm³                          | Álvaro Molina (Aprilia)                                                                                    |
| 2006 | Supersport                       | Diego Giugovaz (Yamaha)                                                                                    |
| 2006 | Superstock 600                   | Mitja Emili (Yamaha)                                                                                       |
| 2006 | Superstock 600                   | Xavier Siméon (Suzuki)                                                                                     |
| 2006 | Supermono                        | Mark Lawes (Pami-GRC-BMW)                                                                                  |
| 2006 | 600 cm³ (Damen)                  | Chiara Valentini (Ducati)                                                                                  |
| 2006 | 1000 cm³ (Damen)                 | Paola Cazzola (Ducati)                                                                                     |
| 2006 | Gespann-Europacup                | Roger Lovelock / Rick Lawrence (LCR-Suzuki)                                                                |
| 2006 | Gespann-Europacup (F2-Challenge) | Tony Baker / Fiona Baker-Milligan bzw. Jimmy White (Baker-Yamaha)                                          |
|      |                                  | |
| 2007 | 125 cm³                          | Alen Györfi (Honda)                                                                                        |
| 2007 | 250 cm³                          | Álvaro Molina (Aprilia)                                                                                    |
| 2007 | Supersport                       | Guglielmo Tarizzo (Honda)                                                                                  |
| 2007 | Superstock 600                   | Helge Spjeldnes (Yamaha)                                                                                   |
| 2007 | Superstock 600                   | Maxime Berger (Yamaha)                                                                                     |
| 2007 | Superstock 1000                  | Fabrizio Pellizzon (Ducati)                                                                                |
| 2007 | Supermono                        | Mark Lawes (Pami-GRC-BMW)                                                                                  |
| 2007 | 600 cm³ (Damen)                  | Iris ten Katen (Honda)                                                                                     |
| 2007 | 1000 cm³ (Damen)                 | Nina Prinz (Ducati)                                                                                        |
| 2007 | Gespann-Europacup                | Ken Knapton / Jason Miller(Baker-Suzuki)                                                                   |
| 2007 | Gespann-Europacup (F2-Challenge) | John Holden / Andrew Winkle (LCR-Suzuki)                                                                   |
| 2007 | Classic 250 cm³                  | Eric Saul (Yamaha)                                                                                         |
| 2007 | Classic 350 cm³                  | Jean-Paul Lecointe (Yamaha)                                                                                |
|      |                                  | |
| 2008 | 125 cm³                          | Lorenzo Savadori (Aprilia)                                                                                 |
| 2008 | 125 cm³ (Europacup)              | Kim Lifvenborg (Honda)                                                                                     |
| 2008 | 250 cm³                          | Álvaro Molina (Aprilia)                                                                                    |
| 2008 | Supersport                       | Ángel Rodríguez (Yamaha)                                                                                   |
| 2008 | Supersport (Junior)              | Kevin Coghlan (Honda)                                                                                      |
| 2008 | Supersport (Europacup)           | Ionel Patru Pascota (Yamaha)                                                                               |
| 2008 | Superstock 600                   | Olmo Spigariol (Yamaha)                                                                                    |
| 2008 | Superstock 600                   | Loris Baz (Yamaha)                                                                                         |
| 2008 | Superstock 1000                  | Carmelo Morales (Yamaha)                                                                                   |
| 2008 | Superstock 1000 (Junior)         | Xavier Siméon (Suzuki)                                                                                     |
| 2008 | Superstock 1000 (Europacup)      | Paweł Szkopek (Yamaha)                                                                                     |
| 2008 | Supermono                        | Mark Lawes (Pami-GRC-BMW)                                                                                  |
| 2008 | 600 cm³ (Damen)                  | Iris ten Katen (Honda)                                                                                     |
| 2008 | 1000 cm³ (Damen)                 | Nina Prinz (Ducati)                                                                                        |
| 2008 | Gespann-Europacup                | Simon Gilbert / Rick Long bzw. Mark Howard bzw. Andrew Winkle (LCR-Yamaha)                                 |
| 2008 | Gespann-Europacup (F2-Challenge) | Eckart Rösinger / Bastian Born bzw. Enrico Becker (Baker-Suzuki)                                           |
| 2008 | Classic 250 cm³                  | Eric Saul (Yamaha)                                                                                         |
| 2008 | Classic 350 cm³                  | Jean-Paul Lecointe (Yamaha)                                                                                |
|      |                                  | |
| 2009 | 125 cm³                          | Marcel Schrötter (Honda)                                                                                   |
| 2009 | Supersport                       | Kevin Coghlan (Honda)                                                                                      |
| 2009 | Supersport (Junior)              | Iván Moreno (Yamaha)                                                                                       |
| 2009 | Superstock 600                   | Gino Rea (Honda)                                                                                           |
| 2009 | Superstock 1000                  | Carmelo Morales (Yamaha)                                                                                   |
| 2009 | Superstock 1000 (Junior)         | Danilo Petrucci (Yamaha)                                                                                   |
| 2009 | Supermono                        | Manfred Kehrmann (Pami-GRC-BMW)                                                                            |
| 2009 | 600 cm³ (Damen)                  | Alessia Polita (Suzuki)                                                                                    |
| 2009 | Gespann-Europacup                | Mark Edwards / Jamie Wynn (LCR-Suzuki)                                                                     |
| 2009 | Gespann-Europacup (F2-Challenge) | Bill Currie / Robert Biggs (LCR-Yamaha)                                                                    |
| 2009 | Classic 250 cm³                  | André Gouin (Yamaha)                                                                                       |
| 2009 | Classic 350 cm³                  | Lea Gourlay (Harris)                                                                                       |
|      |                                  | |
| 2010 | 125 cm³                          | Maverick Viñales (Aprilia)                                                                                 |
| 2010 | Supersport                       | Carmelo Morales (Yamaha)                                                                                   |
| 2010 | Superstock 600                   | Jérémy Guarnoni (Yamaha)                                                                                   |
| 2010 | Superstock 1000                  | Santiago Barragán (Honda)                                                                                  |
| 2010 | Supermono                        | Stefan Meiners (Happeck-Yamaha)                                                                            |
| 2010 | Gespann-Europacup                | Eckart Rösinger / Andreas Kolloch (Baker-Suzuki)                                                           |
| 2010 | Gespann-Europacup (F2-Challenge) | Eckart Rösinger / Andreas Kolloch (Baker-Suzuki)                                                           |
| 2010 | Gespann-Europacup (F3-Challenge) | Rudolf Baumann / Alexander Baumann (Ruko-Suzuki)                                                           |
|      |                                  | |
| 2011 | 125 cm³                          | Romano Fenati (Aprilia)                                                                                    |
| 2011 | Supersport                       | Jordi Torres (Yamaha)                                                                                      |
| 2011 | Superstock 600                   | Jed Metcher (Honda)                                                                                        |
| 2011 | Superstock 1000                  | Iván Silva (Kawasaki)                                                                                      |
| 2011 | Supermono                        | Lex van Dijk (Over-Honda)                                                                                  |
| 2011 | Gespann-Europacup                | Ken Knapton / Jason Miller (Baker-Suzuki)                                                                  |
| 2011 | Gespann-Europacup (F2-Challenge) | Eckart Rösinger / Andreas Kolloch bzw. Andy Wolfram bzw. Alexander Röder bzw. Heinz Boneder (Baker-Suzuki) |
| 2011 | Gespann-Europacup (F3-Challenge) | Rudolf Baumann / Alexander Baumann bzw. Stefan Huber (Ruko-Suzuki)                                         |
|      |                                  | |
| 2012 | 125 cm³ / Moto3                  | Matteo Ferrari (Honda)                                                                                     |
| 2012 | Supersport                       | Jordi Torres (Yamaha)                                                                                      |
| 2012 | Superstock 600                   | Michael van der Mark (Honda)                                                                               |
| 2012 | Superstock 1000                  | Carmelo Morales (Yamaha)                                                                                   |
| 2012 | European Junior Cup              | Lukas Wimmer (KTM)                                                                                         |
| 2012 | Supermono                        | Mike Velthuijzen (Over-Honda)                                                                              |
| 2012 | Gespann-Europacup                | Eckart Rösinger / Andreas Kolloch (Baker-Suzuki)                                                           |
| 2012 | Gespann-Europacup (F2-Challenge) | Eckart Rösinger / Andreas Kolloch (Baker-Suzuki)                                                           |
|      |                                  | |
| 2013 | Moto3                            | Karel Hanika (KTM)                                                                                         |
| 2013 | Supersport                       | Román Ramos (Kawasaki)                                                                                     |
| 2013 | Superstock 600                   | Franco Morbidelli (Kawasaki)                                                                               |
| 2013 | Superstock 1000                  | Javier Forés (Ducati)                                                                                      |
| 2013 | European Junior Cup              | Jake Lewis (Honda)                                                                                         |
|      |                                  | |
| 2014 | Superstock 600                   | Marco Faccani (Kawasaki)                                                                                   |
|      |                                  | |
| 2015 | Superstock 250                   | Oliver König (Moriwaki)                                                                                    |
| 2015 | FIM CEV Repsol Moto2             | Edgar Pons (Kalex)                                                                                         |
| 2015 | Superstock 600                   | Toprak Razgatlıoğlu (Kawasaki)                                                                             |
| 2015 | FIM CEV Repsol Superbike         | Carmelo Morales (Yamaha)                                                                                   |
|      |                                  | |
| 2016 | CEV Repsol Moto 2                | Steven Odendaal (Kalex)                                                                                    |
| 2016 | CEV Repsol Superbike             | Carmelo Morales (Yamaha)                                                                                   |
|      |                                  | |
| 2017 | CEV Repsol Moto 2                | Eric Granado (Kalex)                                                                                       |
| 2017 | Superstock 1000                  | Michael Ruben Rinaldi (Ducati)                                                                             |
|      |                                  | |
| 2018 | CEV Repsol Moto 2                | Jesko Raffin (Kalex bzw. Suter)                                                                            |
| 2018 | Superstock 1000                  | Markus Reiterberger (BMW)                                                                                  |
|      |                                  | |
| 2019 | CEV Repsol Moto 2                | Edgar Pons (Kalex)                                                                                         |
|      |                                  | |
| 2020 | CEV Repsol Moto 2                | Yari Montella (Speed Up)                                                                                   |
|      |                                  | |
| 2021 | CEV Repsol Moto 2                | Fermín Aldeguer (Boscoscuro)                                                                               |
|      |                                  | |
| 2022 | CEV Repsol Moto 2                | Lukas Tulovic (Kalex)                                                                                      |

## Verweise